# 沃特·杜兰蒂
沃特·杜兰蒂（英語：Walter Duranty；1884年5月25日—1957年10月3日）美国记者，生于英国利物浦，在俄罗斯内战（1918–1921）布尔什维克胜利后担任《纽约时报》莫斯科分社社长达十四年（1922-1936年）。1932年，因一系列有关苏联的报道而获得普利策奖，其中11篇报道于1931年6月发表。他后来因隐瞒苏联饥荒（1932-1933）而受到批判。
1990年蘇聯對饑荒的情況漸漸被解密，《纽约时报》後來承认发表他的否认饥荒的文章是“本报史上最糟糕的报道之一”。但普利策委员会拒绝撤销该奖，并在2003年表示委员会在评奖时所审查的文章并未有“明确且令人信服的证据表明存在蓄意欺骗的行为”。多年之后，仍然有人呼吁撤销他的普利策奖。
2019年电影《琼斯先生》中彼得·萨斯加德饰演了沃特·杜兰蒂。

## 早年生活
杜兰蒂生于英格兰默西赛德郡的一个中产家庭， 母亲是艾米琳·哈钦斯（Emmeline Hutchins），父亲是威廉·斯蒂尔·杜兰蒂（William Steel Duranty）。他的祖父母于1842年从西印度群岛搬到柴郡维拉尔半岛上的伯肯黑德，并开创了一家成功的商户企业，他的父亲就在这家企业工作。他曾就读于英国最负盛名的哈罗公学，但由于家族企业突然倒闭，他被迫转学到贝德福德学校（Bedford School）。尽管如此，他获得了入读剑桥大学伊曼纽尔学院的奖学金，并以一等学位毕业。
完成学业后，杜兰蒂移居巴黎，在那里他遇到了英国神秘学家兼作家阿莱斯特·克劳利。杜兰蒂与克劳利的情妇简·切隆（Jane Cheron）发展了关系，两人最终结婚。在《无泪魔咒》（Magick Without Tears）一书中，克劳利称杜兰蒂为 “我的老朋友”，并引用了杜兰蒂的著作《我想写就写》（I Write as I Please）。
第一次世界大战期间，杜兰蒂在《纽约时报》担任记者。杜兰蒂撰写的一篇关于1919年巴黎和会的报道让作为记者的他获得了更广泛的关注。

## 记者生涯
杜兰蒂于1921年移居莫斯科。1924年在法国度假时，他的左腿在一次火车事故中受伤，手术后医生发现了坏疽并进行截肢。他康复后回到苏联。
在苏共实施包含混合经济的新经济政策期间，杜兰蒂的文章未能引起广泛关注。然而，在改造苏联工业和农业的第一个五年计划（1928-1933年）出台后，他获得了对约瑟夫·斯大林的独家专访，这大大提高了他作为记者的声誉。杜兰蒂留在莫斯科长达十二年。
1934年在美国定居后，杜兰蒂被《纽约时报》聘用，该报要求他每年在莫斯科工作数月。在此期间，他报道了1936-1938年斯大林对政治反对派进行的莫斯科审判。

### 对苏联的看法
在发表于1931年，并且让他获得1932年普利策奖的系列报道中，杜兰蒂认为俄罗斯人的思维是“亚洲式的”，他们重视集体的力量，需要专制政府。他声称俄罗斯人认为个人主义和私营企业是导致社会混乱的奇异概念，他们对此难以接受，一如西方世界难以接受专制和共产主义。
他写道，自彼得大帝时代以来在俄罗斯实施的西方理念是欧洲殖民主义的一种形式，而这些失败的理念最终被1917年俄国革命一扫而空。弗拉基米尔·列宁和他的新经济政策都是西方思想下的失败产物。杜兰蒂认为，斯大林是在没有政治竞争对手的情况下废除了新经济政策。乌克兰的饥荒表明缺乏对斯大林的有组织反抗，因为他的地位从未受到那场灾难的威胁。斯大林在列宁失败的地方取得了成功：他通过恐吓“重建了帝国主义式的独裁，并让自己掌权”。“斯大林并不把自己看作是独裁者，而是‘圣火的守护者’，由于没有更好的名字，他把它称为斯大林主义。”斯大林的五年计划试图为俄罗斯人民带来一种全新的生活方式。杜兰蒂认为，1931年苏联的思维模式与卡尔·马克思思想大有不同。
杜兰蒂有时声称，被送往俄罗斯北方、西伯利亚或哈萨克斯坦劳改营的人可以选择重新加入苏维埃社会或成为弱势的局外人。不过他承认，对于那些无法接受这一制度的人来说，“最终的命运是死亡”。尽管他将这一制度描述为残酷的，但他表示自己“没有任何支持或反对的理由，也没有任何目的，只是试图说出真相”。他认为，残暴集体化运动的推动力是“希望或承诺”苏联人民“将来会崛起”。杜兰蒂既承认斯大林体制的残暴，又为其必要性辩护。他把苏联的观点当作自己的观点来复述，仿佛他在莫斯科的“观察”让他对这个国家有了更深刻的认识。杜兰蒂的动机一直备受争议，他的报道被指责缺乏对苏联的批判，把当局的宣传当作合理的报道。
杜兰蒂赞扬斯大林为一位帝国的、民族的、“正统俄罗斯的”独裁者，可与伊凡四世相提并论。此观点与同时期的一些白俄移民，即“路标转换派”的观点相似，也呼应了20世纪20年代欧亚主义运动和姆拉多罗西集团（Mladorossi）的理念。（斯大林是格鲁吉亚人而非俄罗斯人，有着遥远的奥塞梯血统，他的曾祖父是奥塞梯人，而他生前一直淡化此事）。1933年，斯大林对这一赞赏给予了回应，称杜兰蒂试图“说出我们国家的真相”。

### 对1932–1933年饥荒的报道
在1933年3月31日的《纽约时报》上，沃尔特·杜兰蒂谴责有关饥荒的报道，尤其针对威尔士记者加雷斯·琼斯。琼斯目睹了乌克兰的灾情，并于两天前在柏林发布了一份广为流传的新闻稿，描述当地人的苦境。在琼斯发表声明之前，记者马尔科姆·穆格里奇在《曼彻斯特卫报》上发表了三篇未署名的文章，同样描述了这场饥荒。
在该篇题为“俄国人在挨饿，但不是饿死”的文章中，杜兰蒂对当时的情况作了如下描述：
正当英国与苏联就英国工程师被指控的问题展开外交对峙时，美国报纸上出现了一则来自英国的恐怖故事，称苏联发生饥荒，“成千上万的人已经死亡，数百万人面临饿死的危险”。——沃特·杜兰蒂，《纽约时报》
此处的外交对峙指的是在苏联工作的大都会-维克斯公司 （Metropolitan Vickers）工程师被捕一事，他们被指控破坏正在建造中的发电厂。该案是第一个五年计划期间由安德烈·维辛斯基主审的一系“作秀公审”之一。
五个月后（1933年8月23日），杜兰蒂在《纽约时报》的另一篇文章中写道：
如今任何关于俄罗斯发生饥荒的报道都是夸大其词或恶意中伤。但去年影响到全体居民的粮食短缺，特别是在乌克兰、北高加索（即库班地区）和伏尔加河下游等产粮省份，造成了严重的人员伤亡。——沃特·杜兰蒂，《纽约时报》
杜兰蒂总结道，“保守地推测”，在某些总人口超过4千万的省份，死亡率“至少增加了三倍”。尽管杜兰蒂发表了不实言论，但新闻界对饥荒报道的争论因為缺乏證據，并未损害他的声望。当时的《国家》杂志称他的报道是“在全世界所有报纸当中，关于一个崛起中的大国，最为冷静、客观的报道。”
在美国和苏联于1933年11月进行谈判并最终建立两国关系之后，一场为苏联外交部长马克西姆·李维诺夫所办的晚宴在纽约华尔道夫酒店举行。与会者的名字被依次宣读，而宾客们礼貌地报以掌声。读到杜兰蒂的名字时，美国剧作家亚历山大·伍尔科特（Alexander Woollcott）写道，“这才真正引起了长久的喧腾... ... 这实际上给人们的印象是，在一念之间，美国同时认可了俄罗斯和沃尔特·杜兰蒂”。杜兰蒂传记《斯大林的辩护士》（Stalin's Apologist）的作者莎莉·泰勒（Sally J. Taylor）认为，杜兰蒂在苏联的报道是美国总统富兰克林·罗斯福在1933年决定正式承认苏联的关键因素。

## 后期生涯
1934年，杜兰蒂离开莫斯科，并在李维诺夫等苏联官员的陪同下访问了白宫。他一直担任《纽约时报》的特约记者直到1940年。
1940年后，他写了几本关于苏联的书。杜兰蒂的名字出现在作家乔治·奥威尔整理的一份名单上，奥威尔认为名单中的人士不适合担任英国外交部信息调查部的作家，因为他们可能过于同情共产主义，或有可能是被收买的共产主义特工。
1957年，杜兰蒂在佛罗里达州奥兰多去世，享年73岁。

## 争议

### 乌克兰大饥荒（1932-1933年）与1938年莫斯科审判
杜兰蒂被批评在莫斯科生活的前后只听信斯大林和苏联的官方宣传，而不是报道新闻。例如，他后来为斯大林在1938年发动的莫斯科审判辩护，但这场审判的目的在于清洗挑战斯大林权威的人。
有关他作品的主要争议仍然是他对1930-1933年苏联某些地区在农业被强行迅速集体化后发生大饥荒的报道。他发表的报告称，“没有饥荒或实际的饥饿，也不可能有”，“如今任何关于俄罗斯发生饥荒的报道都是夸大其词或恶意中伤”。杜兰蒂在1932年为《纽约时报》撰写的报道让该报读者大为不满，因为这些报道与该报社论版的观点存在矛盾。在受灾最严重的乌克兰，这场由国家引发的灾难如今被称为“乌克兰大饥荒”。
自20世纪60年代末以来，杜兰蒂因未如实报道饥荒而受到越来越多的抨击。历史学家罗伯特·康奎斯特在《大恐慌》（The Great Terror；1968年）、《悲伤的收获》（The Harvest of Sorrow；1986年）以及《反思动荡的世纪》（Reflections on a Ravaged Century；1990年）中对杜兰蒂的报道提出了批评。美国记者约瑟夫·艾尔索普和安德鲁·斯图塔福德（Andrew Stuttaford）在普利策奖争议期间公开反对杜兰蒂。艾尔索普评论说：“撒谎是杜兰蒂的拿手好戏”。曾任《曼彻斯特卫报》驻莫斯科的英国记者马尔科姆·穆格里奇在其回忆录中提到杜兰蒂“不断地撒谎”，并在其他地方称他为“我所认识过的最大骗子”。
同时，从杜兰蒂对其他人的陈述中可以清楚地看出，他完全了解这场灾难的规模。1934年，他私下向英国驻莫斯科大使馆报告说，前一年苏联可能有多达1千万人直接或间接死于饥荒。英国情报机构和1932年至1934年在苏联工作的美国工程师扎拉·维特金（Zara Witkin）都证实，杜兰蒂故意歪曲了有关饥荒的性质和规模。也有迹象表明，杜兰蒂在饥荒问题上的故意误导是迫于威胁。康奎斯特认为杜兰蒂因为其性癖好受到了勒索。
在1944年出版的书中，杜兰蒂对自己在1932-1934年期间的报道略显懊恼，但他坚持为斯大林辩护。 他承认有人挨饿，其中不仅包括“阶级敌人”，也包括忠诚的共产党人，但他说斯大林下令强征粮食是为了给红军提供足够的装备，以阻挡将来日本的入侵（十年前西伯利亚干涉战争的重演）。换句话说，是为了使苏联免于迫在眉睫的军事厄运，而不是因为斯大林想用枪杆子把人民集体化，才导致了死亡。尽管斯大林很可能确实预料到了日本的入侵（他一直预料到外国的进攻），但如今大多数历史学家并不认为这是斯大林军备唯一的动机。

### 撤销其普利策奖的呼吁（1990-2003年）
杜兰蒂对苏联乌克兰饥荒的报道引起了争议和关注，这导致有人呼吁在他逝世后象征性地撤销他1932年获得的普利策奖。
为了回应莎莉·泰勒（Sally J. Taylor）所著的评论传记《斯大林的辩护士》（Stalin's Apologist），《纽约时报》指派其编辑部成员卡尔·迈耶（Karl Meyer）为该报撰写一篇关于杜兰蒂作品的署名社论。迈耶写在1990年6月24日的一篇尖刻文章中写道，杜兰蒂的文章是“本报出现过最糟糕的报道之一”。迈耶说，杜兰蒂把自己的职业生涯押在了斯大林的崛起上，并“通过忽视或开脱斯大林的罪行来维护自己的职业生涯”。1990年，普利策委员会重新考虑了该奖项，但决定保留它。四年前，前莫斯科分社记者克雷格·惠特尼（Craig Whitney）在1986年《纽约时报》针对罗伯特·康奎斯特的著作《悲伤的收获》（The Harvest of Sorrow）评论道，杜兰蒂实际上忽视了那场饥荒，直到饥荒接近尾声。
2003年，在加拿大乌克兰公民自由协会（UCCLA）发起的一场国际运动之后，普利策委员会重新开启调查。《纽约时报》也聘请了哥伦比亚大学俄罗斯历史教授马克·冯·哈根（Mark von Hagen）对杜兰蒂的作品进行完整的审查。冯·哈根认为杜兰蒂的报道不公正而且不严谨，经常为斯大林主义的宣传造势。他在向新闻界发表的评论中说：“为了《纽约时报》的荣誉，他们应该把奖撤回。”《纽约时报》将冯·哈根的报告送交普利策委员会，并让委员会采取任何适当的行动。《纽约时报》出版人小阿瑟·奥克斯·苏兹伯格在与该报告同时送交的一封信中称杜兰蒂的作品“潦草马虎”，并说“他的编辑和普利策评委们早在70年前就应该意识到这一点”。
最终，普利策奖管理委员会主席西格·吉斯勒（Sig Gissler）拒绝撤销该奖项。他在2003年11月21日的一份新闻稿中指出，杜兰蒂1931年提交的十三篇获奖文章中并“没有明确且令人信服的证据表明存在蓄意欺骗的行为，这才是本案的关键”。
同年，《纽约时报》执行主编比尔·凯勒（Bill Keller）对自己未能尽力归还奖项公开表示懊悔，他说：“普利策奖不仅仅是对一篇独立作品的赞赏，它还意味着对记者表现的认可，而杜兰蒂的表现是可耻的”。2022年爆发的俄乌战争使人们再度关注此事。

## 相关影视作品
彼得·萨斯加德在电影《琼斯先生》（2019）中扮演杜兰蒂。影片描述了记者加雷斯·琼斯面对克里姆林宫与杜兰蒂的反对，努力寻求发生在乌克兰的真相，并将其报道给全世界的故事。

## 著作

### 书籍
- 《神奇的彩票和俄罗斯司法的故事》（The Curious Lottery and Other Tales of Russian Justice），纽约：Coward-McCann；1929年
- 《红色经济学》（Red Economics），纽约：Houghton Mifflin Company；1932年
- 《杜兰蒂报道俄罗斯》（Duranty Reports Russia），纽约：The Viking Press；1934 年
- 《我想写就写》（I Write As I Please），纽约：Simon and Schuster；1935年
- 《欧洲：战争或和平？》国际事务小册第七号（Europe：War or Peace? World Affairs Pamphlets No. 7），纽约：外交政策协会和波士顿世界和平基金会；1935年
- 《所罗门的猫》（Soloman's Cat）， 大急流城： Mayhew Press；1937年
- 《一个生命，一个戈比》小说（One Life, One Kopeck – A Novel），纽约：Simon and Schuster；1937年
- 《没有尾巴的婴儿》沃尔特-杜兰蒂故事集（Babies Without Tails, Stories by Walter Duranty），纽约：Modern Age Books；1937年
- 《克里姆林宫与人民》（The Kremlin and the People），纽约：Reynal & Hitchcock；1941年
- 《苏联： 苏维埃俄国的故事》（USSR: The Story of Soviet Russia），纽约：J.B. Lippincott Company；1944年
- 《斯大林集团： 中央政治局，俄罗斯的管理人》（Stalin & Co.: The Politburo, The Men Who Run Russia），纽约：W. Sloane Associates；1949年

### 期刊
- 《鹦鹉》，《红皮书》，1928年3月；获得1928年欧·亨利奖一等奖
- 《亚洲杂志》，第35卷，第11号，1935年11月
- 《亚洲杂志》，第36卷，第2号，1936年2月

### 1931年提交普利策奖的13篇文章
- 《纽约时报》上的11篇部分系列报道：
  - “今日红色俄罗斯由斯大林主义而非共产主义统治”（Red Russia of Today Ruled by Stalinism, Not Communism；1931年6月14日）
  - “社会主义是苏维埃计划的第一目标；贸易收益排在第二”（Socialism First Aim in Soviet's Program; Trade Gains Second （页面存档备份，存于）；1931年6月16日）
  - “斯大林主义搁置全球起义的想法；先在俄国取胜”（Stalinism Shelves World Revolt Idea; To Win Russia First （页面存档备份，存于）；1931年6月18日）
  - “工业的成功使苏维埃在新的国际政策中更有底气”（Industrial Success Emboldens Soviet in New World Policy （页面存档备份，存于）；1931年6 月19日）
  - “贸易平衡是苏维埃的新目标”（Trade Equilibrium is New Soviet Goal （页面存档备份，存于）；1931年6月20日）
  - “苏联通过最广泛的控制来解决舆论问题”（Soviet Fixes Opinion by Widest Control （页面存档备份，存于）；1931年6月22日）
  - “苏联审查制度对俄罗斯伤害最大”（Soviet Censorship Hurts Russia Most （页面存档备份，存于）；1931年6月23日）
  - “斯大林主义以马克思的名义粉碎敌人”（Stalinism Smashes Foes in Marx's Name （页面存档备份，存于）；1931年6月24日）
  - “红军不会威胁和平”（Red Army is Held No Menace to Peace （页面存档备份，存于）；1931年6月25日）
  - “斯大林主义解决少数民族问题”（Stalinism Solving Minorities Problem （页面存档备份，存于）；1931年6月26日）
  - “党的纪律是斯大林主义的标志”（Stalinism's Mark is Party Discipline （页面存档备份，存于）；1931年6月27日）
- 《纽约时报》杂志上的两篇文章：
  - 《俄罗斯人看世界》（The Russian Looks at the World （页面存档备份，存于）；1931年3月29日）
  - 《斯大林的俄罗斯是伊凡四世的帝国》（Stalin's Russia Is An Echo of Iron Ivan's （页面存档备份，存于）；1931年12月20日）

### 翻译
《拉法叶特护卫队的故事》（The Story of the Lafayette Escadrille），由指挥官乔治·塞诺特上尉（Captain Georges Thenault）讲述，沃尔特·杜兰蒂翻译，波士顿： Small, Maynard & Company；1921年